# Agrocybe retigera
La Agrocybe retigera es una especie de hongo del género Agrocybe. El primer avistamiento conocido de la especie data de principios de la década de 1950. Fue descrita por primera vez por el autor Speggazini Singer en 1950. Desde entonces, este hongo se ha encontrado en zonas comunes, especialmente en áreas con césped, como jardines, praderas y parques. Agrocybe retigera se encuentra con mayor frecuencia en regiones tropicales y subtropicales de todo el mundo. El tamaño del sombrero suele estar entre 17 y 44 milímetros, y generalmente es de color pálido. El color del hongo en sí varía entre crema y marrón claro.